# 旭川 (横手市)
旭川（あさひかわ）は、秋田県横手市の町丁。郵便番号は013-0033。人口は648人、世帯数は317世帯（2020年10月1日現在）。現行行政地名は旭川一丁目から旭川三丁目までで、全域で住居表示が実施されている。旧横手市前郷の一部。

## 地理
横手市の中央部、横手地域の東部に位置しており、東で大沢、西で清川町・平和町、南で本郷町、北で上内町と隣接する。東端から北端にかけて横手川が流れ、北西端に架かる愛宕大橋では北接する上内町とを結ぶ。秋田県庁の出先機関である平鹿地域振興局や、横手保健所、横手税務署、横手公共職業安定所、横手労働基準監督署などが所在しており、行政の中枢を担う官庁街を形成している。それ以外は住宅街が広がっており、2つの児童公園がある。
全域が都市計画区域に含まれるが、区域区分非設定区域となっている。都市計画法上の用途地域では平鹿地域振興局付近が近隣商業地域に、その南部が第一種住居地域に、その他の大部分が第一種中高層住居専用地域に指定されている。
町内の区画は1964年（昭和39年）から実施された土地区画整理事業によって整備されたもので、それ以前は未整理の水田地帯だった。

### 地名の由来
現行の地名である「旭川」は、1976年（昭和51年）に実施された住居表示の際に命名されたものである。市の東部に位置していることから「朝日（旭）」の名がふさわしいとされ、また、近くを横手川（別称・旭川）が流れていることから命名された。

## 歴史
横手市内で最初に行われた土地区画整理事業である平城地区に続き、第二号の事業として、都市計画道路駅東線および横手環状線の整備に関連する形で、1964年（昭和39年）から「本郷第一地区」として事業に着手した。駅東線は、横手駅から東に伸び、横手川まで達する直線道路である。一方、横手環状線は、横手南小学校前を起点とし、横手市役所本庁舎の北側を通って奥羽本線を跨ぎ、そのまま直進する。その後、横手体育館方面へと進路を変えて南下し、国道107号と合流する。さらに、国道107号を本郷付近まで直進し、北上線と横手川を跨いで、再び横手南小学校前に戻る、市内を一巡する総延長約5.8キロメートルの路線である。本郷第一地区は、横手川と本郷町に挟まれた立地で、市としては一帯を公共機関の移転用地と住宅街としての用途を計画していた。
しかし、平城地区での混乱に関する情報が伝わっており、地権者の賛同を得ることができず、組織的な反対運動にまで発展した。この状況を受け、市は協議会を重ねるとともに、1965年（昭和40年）度には建設課から都市計画課を独立させるなど、体制の強化を図った。それでもなお地権者の賛同を得ることは困難であり、最初の区画街路築造工事においては、やむを得ず工事を強行する場面も見られた。しかし、体制の強化や工事の進展により、次第に住民の理解を得られるようになり、1973年（昭和48年）度にはほとんどの工事が完了し、1976年（昭和51年）には住居表示が実施され、同時に換地処分した。

### 町名の変遷
特記のないものはすべて住居表示実施に伴う変更。
| 実施後     | 実施年月日     | 実施前                     |
| ---------- | -------------- | -------------------------- |
| 旭川一丁目 | 昭和51年4月1日 | 前郷字田名子谷地（一部）   |
| 旭川二丁目 | 昭和51年4月1日 | 前郷字上田名子谷地（一部） |
| 旭川二丁目 | 昭和51年4月1日 | 前郷字本郷（一部）         |
| 旭川三丁目 | 昭和51年4月1日 | 前郷字本郷（一部）         |

## 世帯数と人口
2020年（令和2年）10月1日現在の世帯数と人口は以下の通りである。
| 丁目       | 世帯数  | 人口  |
| ---------- | ------- | ----- |
| 旭川一丁目 | 75世帯  | 155人 |
| 旭川二丁目 | 92世帯  | 191人 |
| 旭川三丁目 | 150世帯 | 302人 |
| 計         | 317世帯 | 648人 |

### 人口・世帯数の推移
以下は国勢調査による1995年（平成7年）以降の人口の推移。
| 年                 | 人口 |
| ------------------ | ---- |
| 1995年（平成7年）  | 886  |
| 2000年（平成12年） | 842  |
| 2005年（平成17年） | 768  |
| 2010年（平成22年） | 703  |
| 2015年（平成27年） | 687  |
| 2020年（令和2年）  | 648  |

以下は国勢調査による1995年（平成7年）以降の世帯数の推移。
| 年                 | 世帯数 |
| ------------------ | ------ |
| 1995年（平成7年）  | 354    |
| 2000年（平成12年） | 357    |
| 2005年（平成17年） | 323    |
| 2010年（平成22年） | 305    |
| 2015年（平成27年） | 327    |
| 2020年（令和2年）  | 317    |

## 小・中学校の学区
市立小・中学校に通う場合、学区（校区）は以下の通りとなる。
| 番地 | 小学校               | 中学校               |
| ---- | -------------------- | -------------------- |
| 全域 | 横手市立横手南小学校 | 横手市立横手南中学校 |

## 交通

### 鉄道
町内に駅はない。最寄り駅は■奥羽本線、■北上線の横手駅。

### バス
羽後交通
- 山内線・清陵学院線
  - 平鹿振興局前 - 旭川中央 - 旭川三丁目

### 道路
- 秋田県道272号御所野安田線
- 奥羽山麓大規模農道（みずほの里ロード）

## 施設
- 秋田県平鹿地域振興局（一丁目3番41号）[18]
1940年3月10日、秋田県平鹿郡事務所として前郷字礼堂（現・前郷二番町）に開設[19]。1942年7月1日に「秋田県平鹿地方事務所」と改称[20]。1949年に、前郷[注釈 1]字外不瀬の平鹿農業会館南側（現・前郷二番町7番）に庁舎を新築した[21]。1955年には「秋田県平鹿地方総合庁舎」と改称され、1970年に現在地へ移転した[22]。その後、2003年（平成15年）4月1日に、県民室、総合農林事務所、建設事務所などを統合し、現組織へと改組された[23][24]。
また、「平鹿教育事務所」を1952年より併置しており、後に「秋田県教育庁南出張所」へ、さらに「秋田県教育庁南教育事務所」へと改称している[25]。
- 横手公共職業安定所〈ハローワーク横手〉（一丁目2番26号）[26]
1921年4月9日、横手町職業紹介所として横手町役場内に開設。その後、管轄の変遷を経て、1939年には前郷字外不瀬39番地1（現在の前郷二番町2番16号）に庁舎を新築し、移転した。1941年1月31日に「横手国民職業指導署」と改称され、1944年3月1日には第二次世界大戦の激化により「横手国民勤労動員署」として再編された終戦後の1945年10月6日には「横手勤労署」と改称され、労働省の発足に伴い、1947年9月1日に「横手公共職業安定所」と改称された。その後、1973年3月1日に現在地へ移転している[27]。
- 横手労働基準監督署（一丁目2番23号）[28]
1947年9月1日、横手公共職業安定所内に開設。1949年1月20日には、大町中丁（現・大町5番15号）にあった元常備消防詰所を改築して移転。1958年12月19日には、前郷字外不瀬53番地2（現・前郷二番町8番3号）に庁舎を新築し、再び移転した。その後、1974年3月19日に現在地へ移転している[27][29]。
- 横手税務署（一丁目5番8号）[30]
1896年10月、四日町下丁8番地（現・四日町1番12号）に開設。1933年4月には、下根岸町1番地3（現・本町3番30号、現・横手中央地区交流センターの地）に移転。1973年4月に現在地へ移転している[31]。
- 認定こども園 土屋幼稚園・保育園（二丁目2-26）[32]

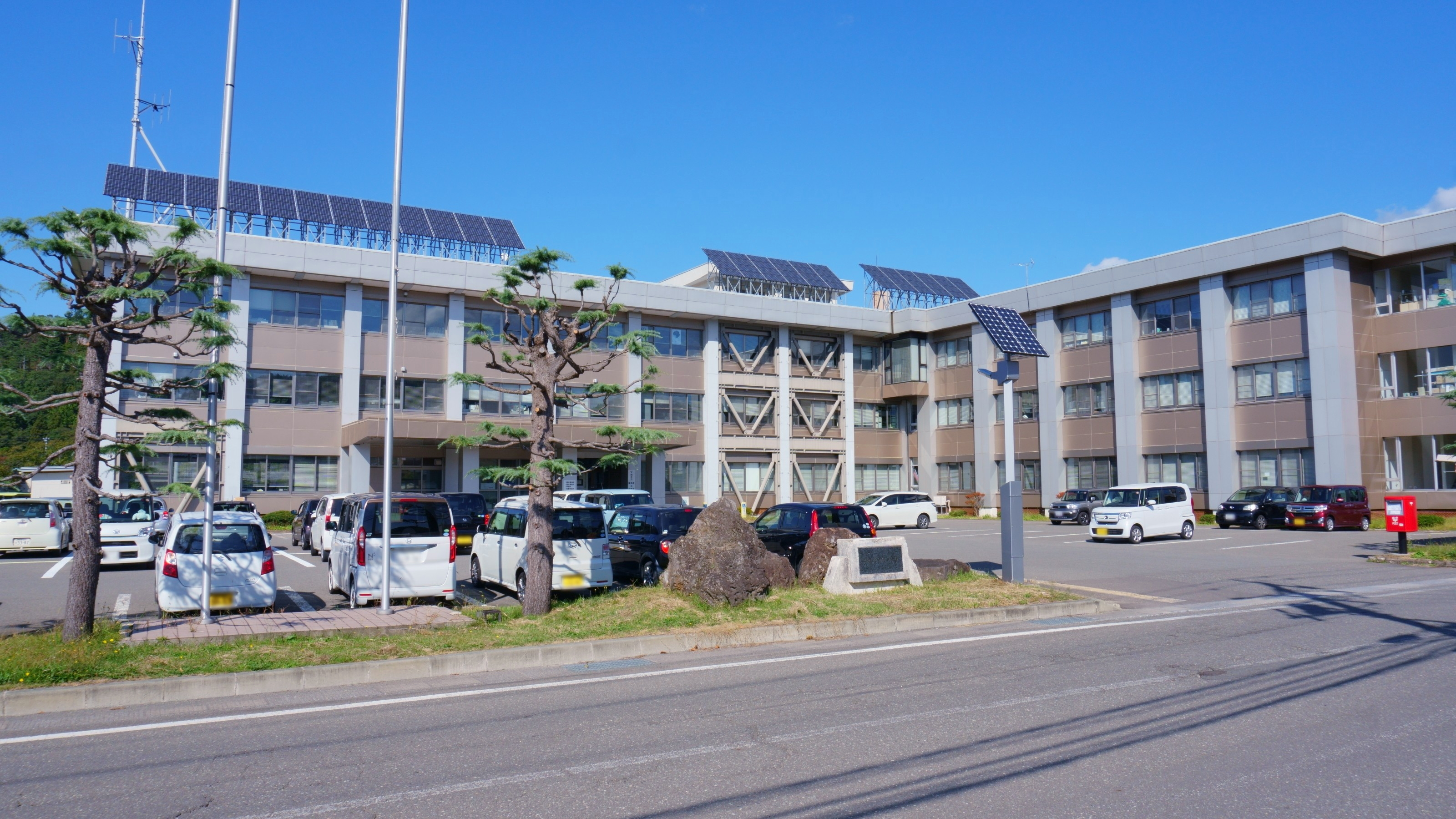
平鹿地域振興局
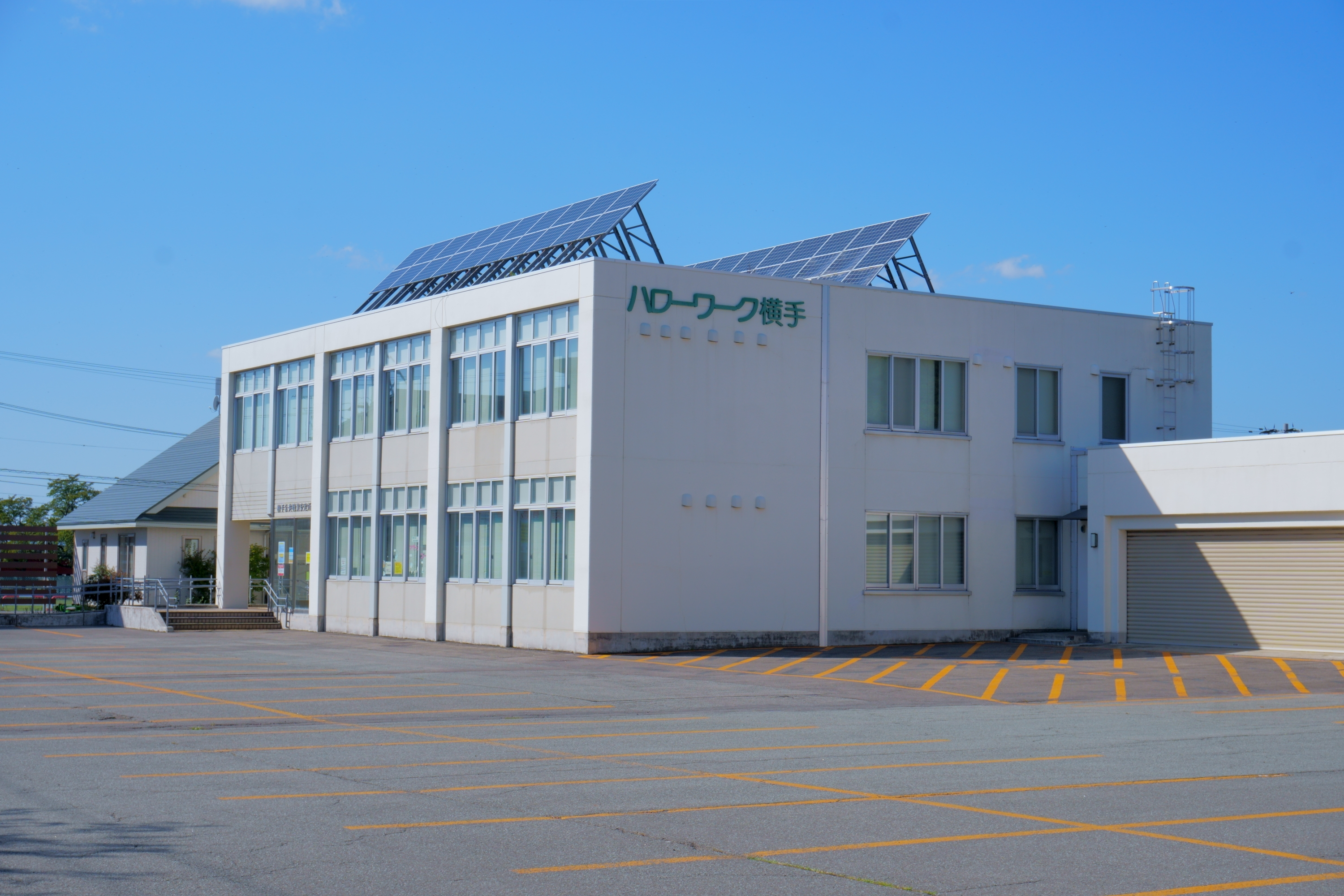
横手公共職業安定所 （ハローワーク横手）
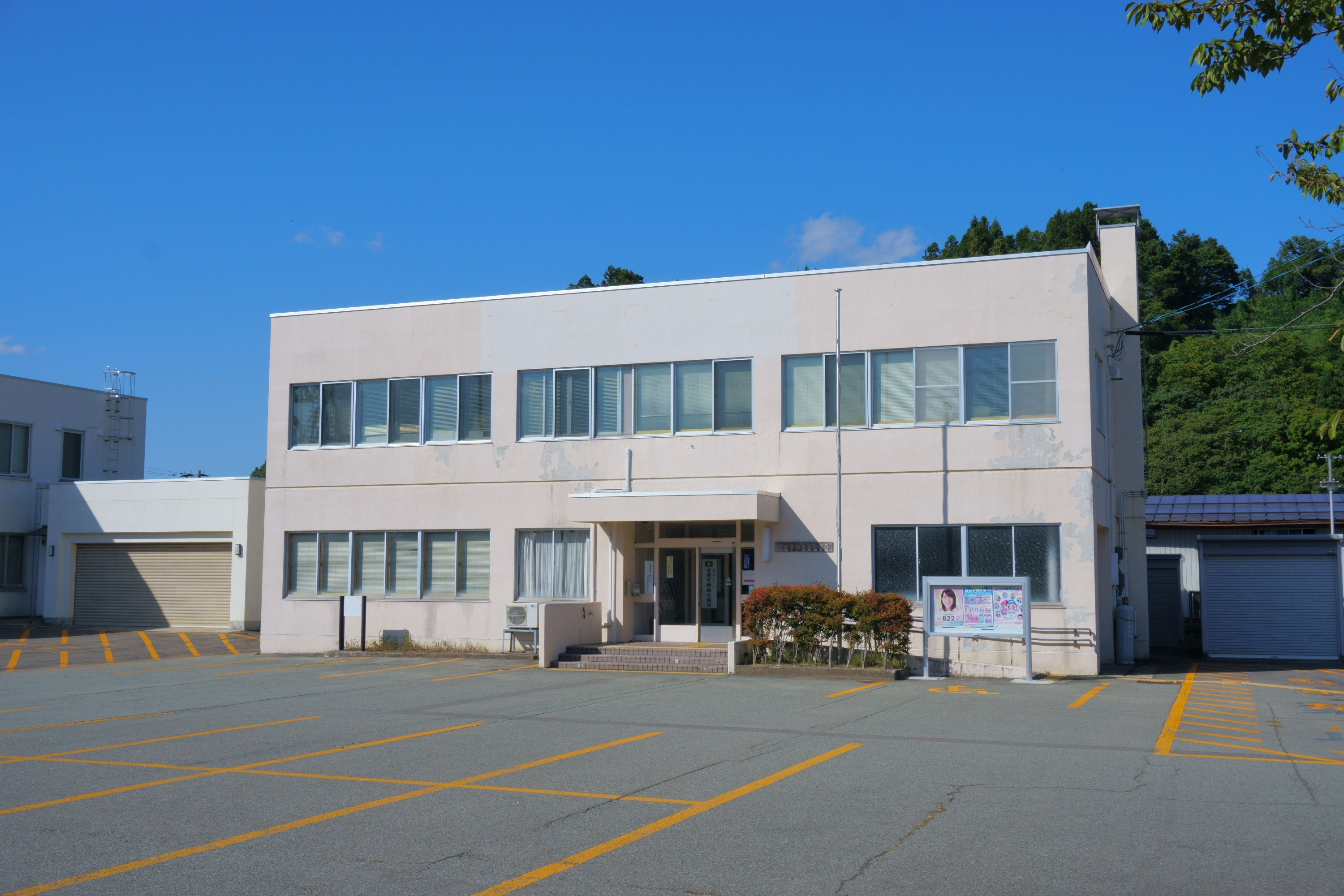
横手労働基準監督署
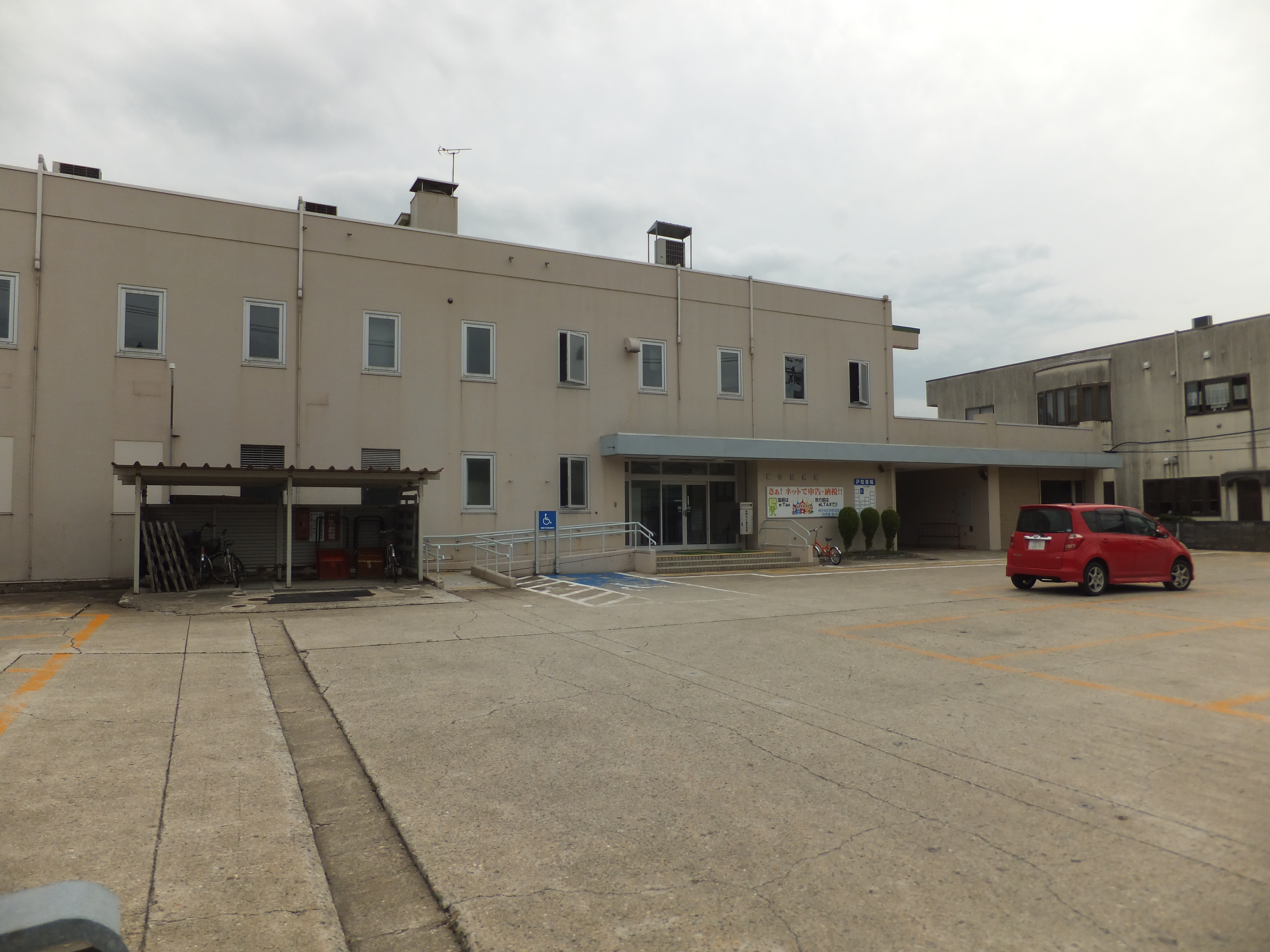
横手税務署